# Křištín
Křištín je malá vesnice, část města Klatovy ve stejnojmenném okrese v Plzeňském kraji. Nachází se asi sedm kilometrů jihovýchodně od Klatov. Křištín je také název katastrálního území o rozloze 1,58 km².

## Historie
První písemná zmínka o vesnici pochází z roku 1352.

## Obyvatelstvo
| Rok            | 1869 | 1880 | 1890 | 1900 | 1910 | 1921 | 1930 | 1950 | 1961 | 1970 | 1980 | 1991 | 2001 | 2011 | 2021 |
| -------------- | ---- | ---- | ---- | ---- | ---- | ---- | ---- | ---- | ---- | ---- | ---- | ---- | ---- | ---- | ---- |
| Počet obyvatel | 116  | 115  | 107  | 126  | 130  | 109  | 106  | 73   | 63   | 61   | 37   | 35   | 31   | 31   | 34   |
| Počet domů     | 18   | 18   | 19   | 17   | 19   | 20   | 20   | 19   | 17   | 18   | 15   | 14   | 19   | 20   | 20   |

## Obecní správa
Při sčítání lidu v letech 1850–1975 Křištín byl samostatnou obcí v okrese Klatovy. Od 1. července 1975 do 31. prosince 1975 byl osadou obce Střeziměř v okrese Klatovy. Od 1. ledna 1976 do 30. června 1985 byl částí obce Chlistov v okrese Klatovy. Od 1. července 1985 je částí města Klatovy ve stejnojmenném okrese. Poté se Chlistov opět osamostatnil, ale Křištín již zůstal součástí Klatov. V letech 1850–1899 k obci patřily Srbice a Újezdec a v letech 1850–1920 také Dobrá Voda a Střeziměř.

## Pamětihodnosti a zajímavosti
- Kostel svatého Matouše – kostel s čtvercovou lodí a užším pětiboce ukončeným presbytářem s opěráky a lomenými okny bez kružeb. Původem gotická stavba z 13. a 14. století s žebrovou klenbou v presbytáři, sanktuářem a raně gotickým portálem. Nástěnné malby z počátku 16. století. Úpravy barokní ve druhé polovině 18. století a v 19. století. Areál je ohraničen kamennou zdí (částečně přecházející v zeď tarasovou) na polygonálním, přibližně kruhovém půdorysu, s branou.
- Usedlost čp. 5
- Křížek před kostelem a další východně od vsi u rozcestí na Střeziměř
- Vsí protéká Srbický potok